# Mittleres Lechtal
Mittleres Lechtal este o arie protejată (arie de protecție specială avifaunistică — SPA) din Germania întinsă pe o suprafață de 3.229,77 ha, integral pe uscat.

## Localizare
Centrul sitului Mittleres Lechtal este situat la coordonatele 47°59′23″N 10°52′16″E / 47.9897°N 10.8711°E.

## Înființare
Situl Mittleres Lechtal a fost declarat arie de protecție specială avifaunistică în septembrie 2006 pentru a proteja 23 de specii de animale.

## Biodiversitate
Situată în ecoregiunea continentală, aria protejată nu include niciun habitat protejat.
La baza desemnării sitului se află mai multe specii protejate de  păsări (23): fluierar de munte (Actitis hypoleucos), pescăruș albastru (Alcedo atthis), rață sulițar (Anas acuta), Anas strepera strepera, rață-cu-cap-castaniu (Aythya ferina), rața moțată (Aythya fuligula), buha (Bubo bubo), Bucephala clangula, Charadrius dubius curonicus, erete de stuf (Circus aeruginosus), porumbel de scorbură (Columba oenas), lebădă de iarnă (Cygnus cygnus), lebădă de vară (Cygnus olor), ciocănitoare neagră (Dryocopus martius), sfrâncioc roșiatic (Lanius collurio), ciocârlie de pădure (Lullula arborea), Mergus merganser merganser, gaia neagră (Milvus migrans), gaia roșie (Milvus milvus), ciocănitoare verzuie (Picus canus), Podiceps cristatus cristatus, lăstun de mal (Riparia riparia), corcodel mic (Tachybaptus ruficollis).